# انتفاضة سملاوت
تتكون ثورات باتامبانغ ، والتي تسمى أيضًا تمرد ساملاوت أو انتفاضة ساملاوت، من مرحلتين مهمتين من الثورة التي اندلعت لأول مرة بالقرب من ساملاوت في مقاطعة باتامبانغ ثم انتشرت بعد ذلك إلى المقاطعات المحيطة بكمبوديا في 1967-1968.
كانت المنظمة مكونة إلى حد كبير من فلاحين ريفيين منشقين بقيادة مجموعة من المثقفين اليساريين الساخطين ضد التنظيم السياسي للأمير نورودوم سيهانوك ، نظام سانجكوم .
اندلع التمرد لأول مرة في أوائل عام 1967 عندما سئم مئات الفلاحين المحبطين من السياسات الحكومية ، وسوء المعاملة من قبل الجيش المحلي، وتهجير الأراضي، وغيرها من الظروف الاجتماعية والاقتصادية السيئة. ثم ثاروا بعد ذلك ضد الحكومة، وقتلوا جنديين صباح 2 أبريل/نيسان  في الأسابيع التالية، توسعت الثورة مع المزيد من الدمار للممتلكات الحكومية والموظفين.
بحلول يونيو 1967، فر 4000 أو أكثر من القرويين من منازلهم في جنوب مقاطعة باتامبانغ إلى ماكيس (الغابة) للانضمام إلى المجموعة المتزايدة من المتمردين والهروب من القوات العسكرية التي أرسلها سيهانوك .  في أوائل عام 1968، شهدت كمبوديا انتفاضة ثانية أكثر تنظيمًا توسعت جغرافيًا وسياسيًا خلال أشهر من عمليات إعادة التجميع والتجنيد والدعاية ، وكانت أكثر انتشارًا وتدميرًا من الأولى.
يرى بعض الأكاديميين مثل بن كيرنان ودونالد كيرك أن تمرد ساملاوت هو بدايات الحركة الثورية الكمبودية (الحرب الأهلية الكمبودية) التي أدت في النهاية إلى انتصار الخمير الحمر وتأسيس كمبوتشيا الديمقراطية.
يقول كيرنان إن التمرد كان بمثابة "معمودية النار للحركة الثورية الكمبودية الصغيرة ولكن المتنامية باطراد"  ويذكر كيرك أنها كانت "مقدمة، في صورة مصغرة، للصراع الذي سيجتاح البلاد بعد ثلاث سنوات". 
الاسباب
تختلف روايات هذا التمرد بسبب التحالفات السياسية الإشكالية المشاركة في النضال الكمبودي. أرادت الحكومة الجمهورية تصوير الحركة الثورية الكمبودية على أنها حركة أجنبية (فيتنامية بشكل رئيسي) إلى حد كبير وفضلت التغاضي عن أهمية النشاط اليساري المحلي منذ عام 1967. وبدلاً من ذلك، أرادت F.U.N.K. (الجبهة الوطنية المتحدة لكمبوتشيا) إظهار الوحدة بين أنصار سيهانوك. والخمير الحمر، فهم مدى تطور المعارضة الثورية لسيهانوك قبل الإطاحة به.